# Enicospilus bicarinatus
Enicospilus bicarinatus là một loài tò vò trong họ Ichneumonidae.